# Shogun Assassin
Shogun Assassin (jp: Kozure Ökami) é um filme japonês de 1980, do gênero chambara baseado no mangá Lobo Solitário de Kazuo Koike e Goseki Kojima.